# Ceranisus semitestaceus
Ceranisus semitestaceus is een vliesvleugelig insect uit de familie Eulophidae. De wetenschappelijke naam is voor het eerst geldig gepubliceerd in 1863 door Motschulsky.